# Лисичанська штейгерська школа

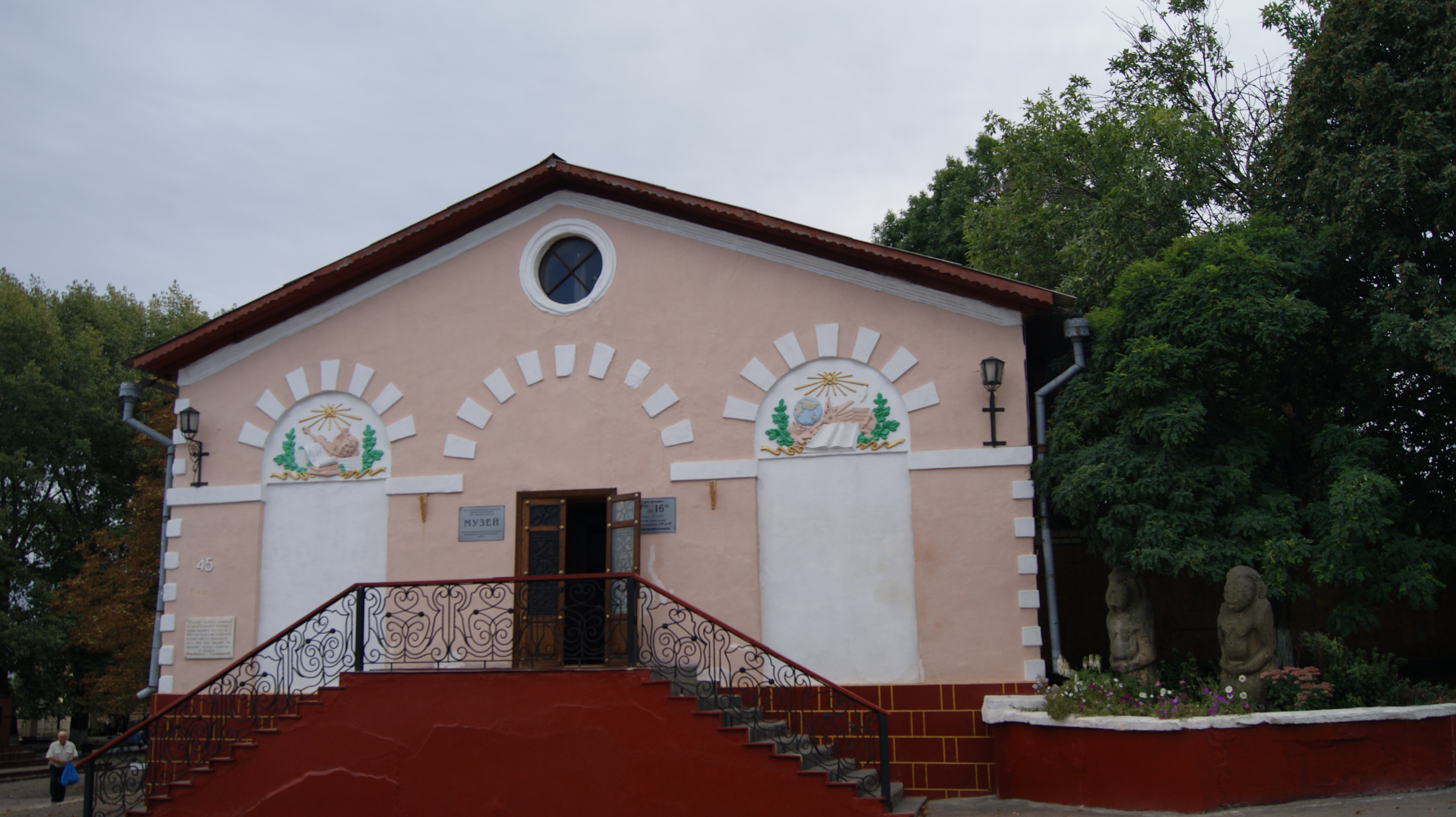
Будинок колишньої штейгерської школи

Штейгерська школа в Лисичанську — історично перший в Україні спеціалізований гірничий навчальний заклад (гірниче училище).

## Перший етап діяльності
Відкрита у 1806 році у місті Лисичанську, біля її витоків стояли однодумці К. Гаскойна.
Училище користувалося великим авторитетом та повагою у гірників і проіснувало близько півсторіччя.

## Другий етап діяльності

Рідкісний знімок. Заняття в Лисичанській штейгерській школі. Кінець XIX ст.

Після деякої перерви Гірничий департамент Російської імперії ухвалив рішення у 1872 р. знову відкрити у Лисичанську відомий навчальний заклад. Положення про Лисичанську штейгерську школу було підписано особисто імператором Олександром II. У Положенні (статуті школи) серед іншого визначалася мета закладу:
«…приготовление штейгеров, то есть мастеров рудного дела, для каменноугольной области Донецкой».
Положенням була введена п'ятибальна система оцінювання знань, причому перевести студента на наступний курс можна було при оцінках з загальних дисциплін не менше трьох балів, а з «гірничого мистецтва» та «маркшейдерії» — не менше чотирьох балів. Термін навчання становив 4 роки. За успішне навчання виплачувалася «казенна стипендія», кращі учні нагороджувалися преміями З'їзду гірничопромисловців.
Для потреб школи було надано просторе приміщення у центрі міста. Дещо пізніше школі була передана лабораторія металургійного заводу з усім обладнанням (вважалося аксіомою, що гірничий спеціаліст повинен розумітися на металургії), а також побудована штольнева шахта для практичних занять. На відкриття Штейгерської школи приїхав відомий винахідник і інженер, директор Гірничого департаменту В. К. Рашет. «Горный журнал» (число від 30 серпня 1873 р.) описав подію відкриття гірничого училища, зокрема відзначивши: «В селищі Лисичанське, де вже здавна існує казенний кам'яновугільний рудник і де останнім часом збудований гірничим відомством доменний завод, відбулася подія, що має велике значення для розвитку гірництва в Донецькому басейні. В цей день відкрито училище… й немає сумніву, що самоуки … не витримають конкуренції й будуть витіснені вихованцями штейгерської школи».
Набір 1873 р. склав 40 студентів. Викладацький колектив формувався із досвідчених фахівців Луганського гірничого округу, а також з випускників Санкт-Петербурзького гірничого інституту. Згідно з гірничою традицією, Школа мала свою форму для учнів: кашкет, штани, сорочка, піджак, чоботи, шкіряний пояс з бляхою, на якій був гірничий знак — кирка і молоток. Ґудзики на парадному костюмі були позолочені і мали вензель «ЛШШ» (Лисичанська Штейгерська Школа). Училище мало свій духовий оркестр, самодіяльний театр, регулярні літературні «вечори».
До 1917 року школа підготувала близько 700 штейгерів, які очолювали на різних рівнях гірничовидобувні підприємства Донбасу, здійснювали інженерне керівництво.

## Оцінки Лисичанської штейгерської школи
Про високий рівень підготовки гірників у Лисичанській школі-училищі свідчать запрошення її вихованців не тільки на шахти й рудники України, але й на Кавказ, Урал, Сибір.
Схвальну оцінку роботи Штейгерської школи дав Д. І. Менделєєв, який влітку 1888 року досліджував вугільні родовища у Лисичанську. У статті «Будущая сила, покоящаяся на берегах Донца» (журнал «Северный вестник», 1888 р.) він зокрема писав: «…життя багатьох рудників, які я тут бачив, показало, що Лисичанська штейгерська школа дає той клас практичних діячів, яких взагалі мало випускають наші навчальні заклади».

## Сьогодення
25 серпня 1995 року ввійшов в історію Лисичанська, як день відкриття нового історико-просвітницького та культурного центру, який отримав назву «Навчальний центр історії гірничої справи Лисичанського кам'яновугільного району», який створено керівництвом «Лисичанськвугілля», краєзнавцями та ветеранами вугільної промисловості.

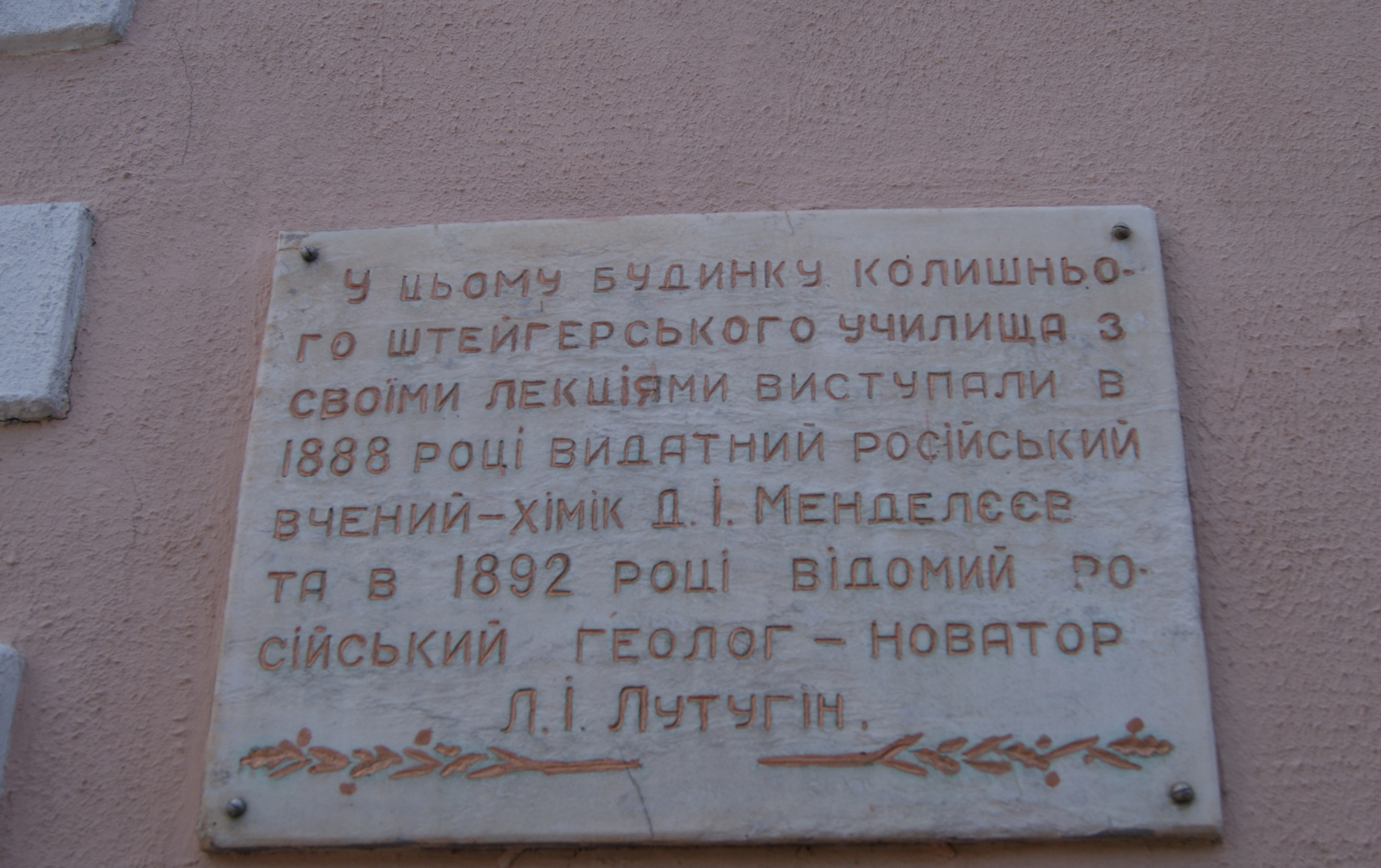
Пам'ятна дошка на будівлі сучасного музею

Такий центр вперше створений в масштабах всього Донецького краю, а сам факт його відкриття на батьківщині вугільного Донбасу цілком закономірний. Адже саме на лисичанській землі з кінця XVIII століття кількома поколіннями лисичанських гірників довелося починати промислову розробку кам'яного вугілля, першими впроваджувати системи розробки вугільних пластів, різні способи проходження гірничих виробок, освоювати нову для того часу гірську техніку, сприяти розвитку гірничої науки геології.
З другої половини ХІХ століття Лисичанськ стає центром підготовки фахівців-гірників для Донецького та інших вугільних басейнів країни, які високо цінились на вугільних шахтах.
Цінні шахтарські експонати для експозицій центру охоче надали в той час директор шахти «Привільнянська» В. М. Теросипов і голова профспілкового комітету І. М. Степанов, начальник відділу кадрів шахти імені Г. Г. Капустіна — В. І. Демченко, директор шахти «Матроська» А. Г. Файнштейн, ветерани вугільної промисловості.

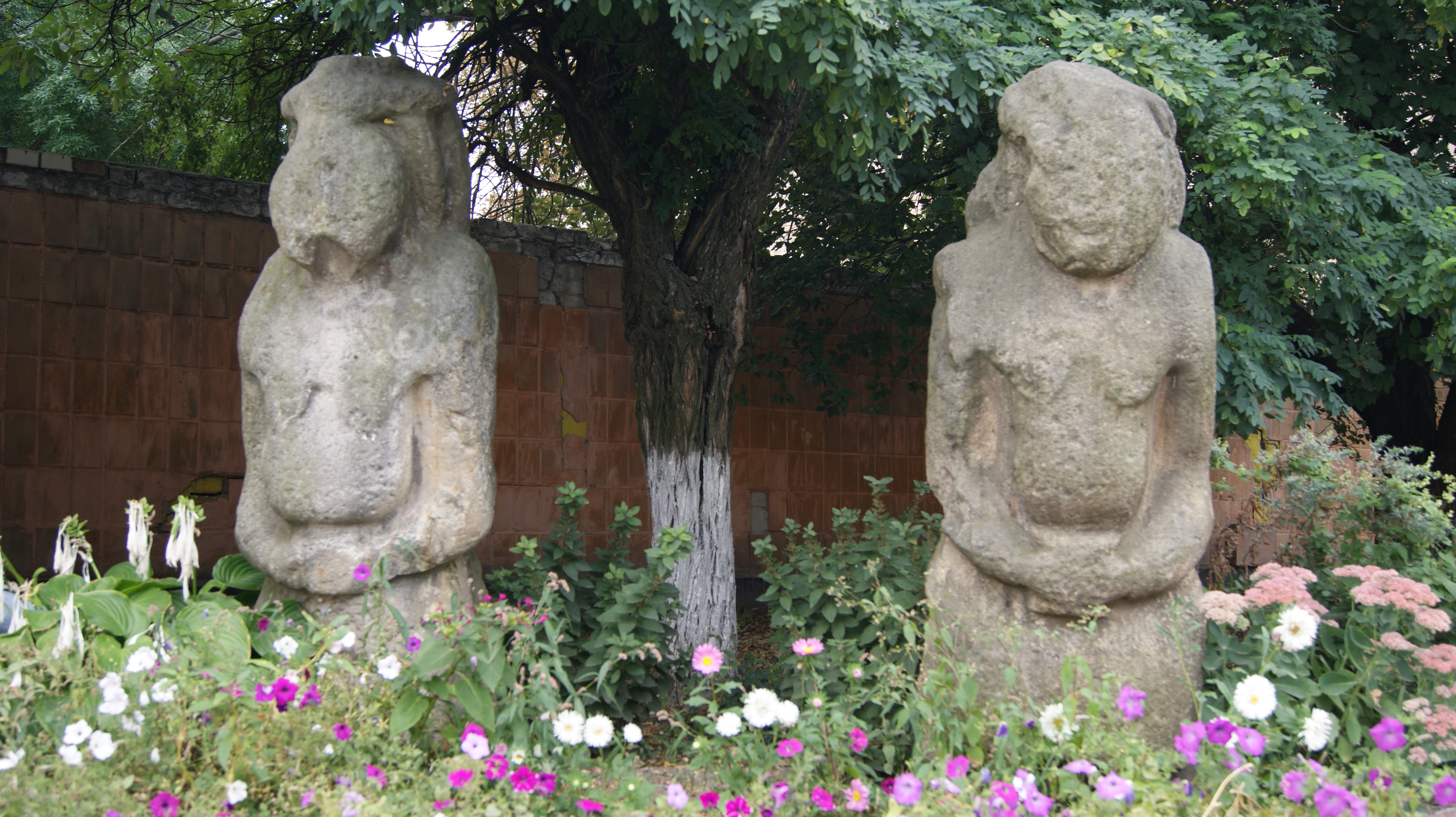
Половецькі кам'яні статуї

Нині центр перейменовано на Музей історії розвитку вугільної промисловості Лисичанського кам’яно-вугільного району, що розташований на вулиці Дмитра Менделєєва (колишня назва — вул. Леніна), 45. Вулиця перейменована рішенням Лисичанської міської ради від 24.12.2015 року № 4/43. 
Біля будівлі музею розташовані дві кам'яні статуї, що відносяться до половецьких старожитностей.
В музеї розташовано 5 виставкових залів і кімнату для проведення лекцій і бесід.
У першому залі розказано про невимовно цінну копалину, що створена природою — кам'яне вугілля: процес його утворення, наявні типи, сфери застосування.
Ознайомившись з експозицією першого залу, можна переконатися в існуванні в надрах землі слідів перетворювальних процесів давно минулих епох. Тут зібрані і демонструються скам'янілі стовбури дерев, витягнуті з кар'єрів в околицях Лисичанська; відбитки деревоподібної папороті, що збереглися в гірських породах покрівлі пласта Л3 шахти «Матроська», лепідодендронів і сигілярій з порід покрівлі пласта К8 шахти «Новодружеська» і інших.
Другий зал присвячений історії Лисичанська — колиски вугільної промисловості, Донецькому басейну і шахтарським долям. На початку експозиції розповідається про перші лисичанські шахти та утворені казенні копальні більш пізнього періоду 30—90 років ХІХ століття, коли тут власне активно впроваджувалися новинки гірничої справи та механізації тих років, які використовуються потім на шахтах інших вугільних басейнів. Лисичанські шахти «Капітальна», «Петропавлівська», «Драгмара», «К. Скальковський» відомі були в Росії як передові вугільні підприємства.
Популярність Лисичанську прийшла не лише завдяки першій казенній шахті, що стояла біля витоків промислового вуглевидобутку, а й значною мірою через відкриття тут штейгерської школи, що стала згодом авторитетним навчальним закладом півдня Росії. У цьому, перш за все заслуга педагогів, більшість з яких приїжджали жити і працювати у віддалене від культурних центрів шахтарське селище. Це були освідченні люди, які пишалися штейгерською школою, вихованцями та їх справами, про що свого часу чимало було написано у пресі. Вихованцям Лисичанської штейгерської школи адресуються і слова Д. І. Менделєєва, сказані після відвідування донецьких шахт: «… жизнь многих рудников, виденных мною, показала, что Лисичанская штейгерская школа дает именно тот класс практических деятелей, каких вообще мало выпускают наши учебные заведения».
Також у другому залі демонструється картина невідомого художника, на якій зображена зустріч великого вченого Д. І. Менделєєва з викладачами та учнями штейгерської школи на Базарній площі під час візиту до Лисичанська.
На кількох стендах і вітринах другого залу розказано про історію гірського училища, гірського технікуму і гірського інституту, створених в післяреволюційний час на базі штейгерської школи, які продовжували підготовку в Лисичанську інженерно-технічних кадрів для вугільної галузі. Відомі випадки, коли розподілом молодих фахівців з Лисичанського гірничого інституту у 1930-х роках займався Нарком важкої промисловості, що свідчило про їх авторитет.
В експозиції третього залу показана історія вугільної геології. У розвиток якої помітний внесок внесли лисичанські штейгери кількох поколінь.
Четвертий зал — зал шахтарської слави, в якому представлені видатні бригади прохідників і гірників очисного забою шахт Лисичанська, Привілля, Кремінної, а також прославлені гірники 30—90 років ХХ століття найстарішого в Донбасі Лисичанського вугледобувного району.
У п'ятому залі розповідається про минуле та сьогодення Лисичанська, який завдяки відкритому тут в давні часи чорному золоту і знаменитим вугільним шахтам з невеликого шахтарського селища виріс в сучасний промисловий центр Донбасу.